# Apego en adultos
El Apego en adultos es la aplicación de la teoría del apego en las relaciones adultas, especialmente en las amistades y relaciones de pareja
La teoría del apego se empieza a desarrollar en los años 60 y 70 del siglo XX, en un principio centrándose en la infancia. A finales de los años 80, se extendió a las relaciones adultas. 
En los adultos se han identificado cuatro estilos principales de apego:
- Seguro
- Ansioso-dependiente
- Evasivo-desdeñoso
- Evasivo-temeroso

## Extensión de la teoría de apego
John Bowlby y Mary Ainsworth crearon la teoría moderna del apego a partir de sus estudios en los niños y sus cuidadores, que fueron el foco principal de la teoría del apego durante muchos años. 
Luego, a finales de los años 80, Cindy Hazan y Phillip Shaver aplicaron la teoría del apego a las relaciones adultas. Hazan y Shaver notaron que las relaciones interpersonales entre los adultos comparten similitudes con las interacciones entre niños y cuidadores. 
Al igual que los niños con los padres, las relaciones románticas pueden servir como una base segura que ayuda a las personas frente a las sorpresas, oportunidades y desafíos de la vida. Similitudes como estas llevaron Hazan y Shaver a extender la teoría del apego a las relaciones adultas.
Por supuesto, las relaciones entre los adultos difieren en muchos aspectos de las relaciones entre los niños y sus cuidadores. La teoría no presupone que estos dos tipos de relaciones sean idénticas. La pretensión es que los principios básicos de la teoría del apego se aplican a ambos tipos de relaciones.
Los investigadores tienden a describir los principios básicos de la teoría del apego a la luz de sus propios intereses teóricos. Sus descripciones parecen bastante diferentes en un nivel superficial. Por ejemplo, Fraley y Shaver describe las "proposiciones centrales " de apego en adultos de la siguiente manera:
- Las dinámicas emocionales y conductuales de las relaciones niño-cuidador y las relaciones adultas se rigen por el mismo sistema biológico.
- Los tipos de diferencias individuales observadas en las relaciones niño-cuidador son similares a las observadas en diversas relaciones adultas.
- Las diferencias individuales en la conducta de apego adulto son un reflejo de las expectativas y creencias sobre las personas y las relaciones que han formado. Estos "modelos mentales" son relativamente estables y, como tal, puede ser reflejo de las experiencias de cuidados tempranos.
- El amor romántico, como comúnmente se concibe, implica la interacción de unión, el cuidado y la intimidad.

Compare esto con los cinco "proposiciones fundamentales " de la teoría del apego listados por Rholes y Simpson:
- Aunque el impulso básico para la formación de las relaciones de apego es proporcionado por factores biológicos, los lazos que forman los niños con sus cuidadores están determinadas por la experiencia interpersonal.
- Experiencias en relaciones anteriores crean modelos internos de trabajo y estilos de apego que afectan sistemáticamente a las relaciones interpersonales.
- Las orientaciones de fijación de los padres influyen en el vínculo de apego que sus hijos tienen con ellos.
- Los modelos mentales desarrollados son relativamente estables a pesar de que pueden ser influenciados por la experiencia.
- Las diferencias individuales en el apego pueden contribuir de manera positiva o negativamente a la salud mental y la calidad de las relaciones con los demás.

Si bien estas dos listas reflejan claramente los intereses teóricos de los investigadores que los crearon, una mirada más cercana revela una serie de temas comunes. Los temas compartidos afirman que:
- Las personas son impulsadas biológicamente para formar lazos con los demás, pero el proceso de apego que forman está influenciado por las experiencias de aprendizaje.
- Las personas que forman diferentes tipos de apego en función de las expectativas y creencias que tienen sobre sus relaciones. Estas expectativas y creencias constituyen "modelos de trabajo "interno que se utilizarán para orientar los comportamientos de relación.
- Los "modelos internos de trabajo" son relativamente estables a pesar de que pueden ser influenciados por la experiencia.
- Las diferencias individuales en el apego pueden contribuir de manera positiva o negativamente a la salud mental y la calidad de las relaciones con los demás.

Independientemente de cómo se describan los principios básicos de la teoría del apego, la idea clave es que los mismos principios se aplican para formar y mantener relaciones interpersonales a lo largo de la vida.

## Estilos
Entre los adultos se distinguen cuatro estrategias de apego: Apego seguro, ansioso-dependiente, evasivo-desdeñoso y evasivo-temeroso
El estilo de apego seguro en los adultos corresponde con el estilo de apego seguro en los niños.   
El estilo de apego ansioso-dependiente en adultos corresponde con el estilo de apego ansioso-ambivalente en los niños.  
Sin embargo, el estilo de apego evasivo-desdeñoso y el estilo de apego evasivo-temeroso, que son distintos de los adultos, corresponden a un solo estilo de apego evasivo en niños. 
Las descripciones de los estilos de apego adulto que se ofrecen a continuación se basan en el cuestionario de relaciones ideado por Bartholomew y Horowitz y en una revisión de los estudios realizados por Pietromonaco y Barrett.
Hay varios enfoques de tratamiento basadas en el apego que se pueden utilizar con los adultos. Además, hay un enfoque para el tratamiento de las parejas sobre la base de la teoría del apego.

### Seguro
Las personas con apego seguro tienden a estar de acuerdo con las siguientes afirmaciones: "Es relativamente fácil para mí acercarme emocionalmente a los demás", "me siento cómodo en función de los otros y que los otros dependan de mí", "no me preocupo por estar sola o que los demás no me acepten." 
Este estilo de apego suele ser resultado de una historia de interacciones cálidas y acogedoras con otras personas. Las personas con apego seguro tienden a tener una visión positiva de sí mismos y de los demás. También tienden a tener una visión positiva de sus relaciones. 
A menudo reportan una mayor satisfacción y ajuste en sus relaciones que las personas con otros estilos de apego. Las personas de tipo seguro se sienten cómodos tanto con la intimidad como con la independencia y muchos buscan equilibrar estos dos aspectos en sus relaciones.
El apego seguro y la adaptación funcional son promovidos por un cuidador que está emocionalmente disponible y es adecuado en respuesta a la conducta de apego de su hijo, así como capaz de regular tanto sus emociones positivas como negativas.

### Inseguro

#### Ansioso-dependiente
Las personas con apego dependiente tienden a estar de acuerdo con las siguientes afirmaciones: "Quiero tener una intimidad emocional completa con los demás, pero a menudo me encuentro que otros son reacios a acercarse tanto como me gustaría ", y "me siento incómodo sin una relación cercana, pero a veces me preocupa que los otros no me valoren tanto como los valoro". 
Las personas con este estilo de apego buscan altos niveles de intimidad, aprobación y capacidad de respuesta de su figura de apego. A veces valoran la intimidad hasta el punto de que se convierten en demasiado dependientes de la figura de apego. En comparación con las personas con apego seguro, las que tienen un apego dependiente tienden a tener puntos de vista menos positivos sobre sí mismos. Pueden tener una sensación de ansiedad que solo se retira cuando están en contacto con la figura de apego. A menudo dudan de su valor como persona y se culpan por la falta de capacidad de respuesta de la figura de apego. Las personas con apego ansioso-dependiente pueden presentar altos niveles de expresividad emocional, preocupación e impulsividad en sus relaciones.

#### Evasivo-desdeñoso
Las personas con un estilo desdeñoso de apego evasivo tienden a estar de acuerdo con estas afirmaciones: "Me siento cómodo sin relaciones emocionales estrechas", "es muy importante para mí sentir que soy independiente y autosuficiente", y "prefiero no depender de los demás y que otros no dependan de mí". 
Las personas con este estilo de apego desean un alto nivel de independencia. El deseo de independencia a menudo aparece como un intento de evitar por completo el apego. Se consideran autosuficientes e invulnerables a los sentimientos asociados a estar estrechamente unido a los demás. A menudo niegan la necesidad de relaciones estrechas. Algunos pueden incluso considerar las relaciones cercanas poco importantes. No es sorprendente que busquen menos intimidad con sus conocidos, a las cuales a menudo ven de manera menos positivas de lo que se ven a sí mismos. 
El aspecto más importante que lo diferencia del otro estilo evasivo de apego es el carácter defensivo de este. Las personas evasivo-desdeñosas tienden a reprimir y ocultar sus sentimientos, y tienden a lidiar con el rechazo, distanciándose de las fuentes de este.

#### Evasivo-temeroso
Las personas que han sufrido pérdidas u otros traumas, tales como el abuso sexual en la infancia y la adolescencia, tienen más posibilidades de desarrollar este tipo de apego y tienden a estar de acuerdo con las siguientes afirmaciones: "Me siento un poco incómodo acercándome a los demás", "quiero desarrollar relaciones más cercanas, pero me resulta difícil confiar o depender de los demás por completo", "a veces me preocupa que me lastimen si me acerco a los demás". 
Las personas con este estilo de apego tienen sentimientos encontrados acerca de las relaciones cercanas. Por un lado, el deseo de tener relaciones emocionalmente profundas e íntimas, pero por otro lado, tienden a sentirse incómodos con la cercanía emocional. 
Estos sentimientos encontrados se combinan en pensamientos negativos sobre sí mismo y los demás. Comúnmente se ven a sí mismos indignos de atención y no confían en las intenciones de otras personas. Al igual que el estilo de apego desdeñoso, las personas con un estilo de apego temeroso buscan menos la intimidad con otras personas y con frecuencia suprimen y niegan sus sentimientos. Debido a esto, no se sienten cómodos de expresar su afecto.

## Modelos mentales
Bowlby observó que los niños aprenden a interactuar de sus cuidadores. A lo largo de muchas interacciones, los niños forman expectativas sobre la accesibilidad y amabilidad de sus cuidadores. Estas expectativas reflejan los pensamientos de los niños sobre sí mismos y sobre sus cuidadores :

La confianza en que una figura de apego es, además de accesible, probablemente receptiva, puede verse influenciada por al menos dos variables: (a) si se juzga que la figura de apego es el tipo de persona que generalmente responde a las solicitudes de apoyo y protección; (b) si se juzga que el yo es el tipo de persona hacia quien cualquier persona, y en particular la figura de apego, probablemente responderá de manera útil. Lógicamente, estas variables son independientes. En la práctica, tienden a confundirse. Como resultado, el modelo de la figura de apego y el modelo del yo probablemente se desarrollarán de manera complementaria y mutuamente confirmante. (Bowlby, 1973, p. 238)</ref>

Los pensamientos de los niños acerca de sus cuidadores, junto con los pensamientos sobre cuán merecedores son de un buen cuidado por parte de estos, forman los modelos mentales de apego. Estos ayudan a guiar el comportamiento permitiendo que los niños anticipen y planifiquen las respuestas de los cuidadores. Bowlby teorizó que una vez formados, los modelos mentales permanecen relativamente estables. 
Por lo general, los niños interpretan las experiencias a la luz de sus modelos de trabajo, en lugar de cambiar sus modelos de trabajo para adaptarse a nuevas experiencias. Sin embargo, cuando las experiencias no pueden ser interpretadas a la luz de estos, los niños pueden modificarlos.
Cuando Hazen y Shaver extendieron la teoría del apego a las relaciones románticas en adultos, también incluyeron la idea de los modelos mentales. La investigación sobre los modelos mentales en adultos se ha centrado en dos cuestiones. Primero, ¿Cómo se organizan los pensamientos que forman los modelos de trabajo en la mente? Segundo, ¿Qué tan estables son los modelos de trabajo a lo largo del tiempo? Estas preguntas se discuten brevemente a continuación.

### Organización de los modelos mentales
Bartholomew y Horowitz han propuesto que los modelos de trabajo constan de dos partes.
Una parte se ocupa de pensamientos sobre sí mismo, mientras que la otra parte trata sobre los pensamientos de los demás. Proponen además que los pensamientos de una persona sobre uno mismo son generalmente positivos o negativos en general. Lo mismo se aplica a los pensamientos de una persona con el resto de las personas.
Con el fin de probar estas propuestas, Bartholomew y Horowitz han analizado la relación entre los estilos de apego, la autoestima y la sociabilidad. El siguiente diagrama muestra las relaciones que observaron:
|                                        |          | Autoestima (valoración de sí mismo) | Autoestima (valoración de sí mismo) |
| Positiva                               | Negativa |                                     |                                     |
| -------------------------------------- | -------- | ----------------------------------- | ----------------------------------- |
| Sociabilidad (valoración de los otros) | Positiva | Seguro                              | Ansioso-dependiente                 |
| Sociabilidad (valoración de los otros) | Negativa | Evasivo-desdeñoso                   | Evasivo-temeroso                    |

Los estilos de apego seguro y desdeñoso se asocian con una mayor autoestima en comparación con los estilos de apego dependiente y temeroso. Esto corresponde a la diferencia entre pensamientos positivos y negativos sobre el mismo en los modelos mentales.
El apego seguro y dependiente están asociados con una sociabilidad más alto que los estilos de apego desdeñoso o temeroso. Esto corresponde a la diferencia entre pensamientos positivos y negativos sobre otros en modelos de mentales.
Estos resultados sugieren que los modelos de trabajo contienen dos distintos dominios de pensamientos acerca de sí mismo y pensamientos sobre los demás, y que cada dominio puede ser caracterizado como generalmente positivo o generalmente negativo.
Baldwin y sus colegas han aplicado la teoría de los esquemas relacionales a los modelos mentales del apego. Los esquemas relacionales contienen información sobre la forma en que las figuras de apego interactúan regularmente entre sí. Para cada patrón de interacción que ocurre regularmente entre parejas, se forma un esquema relacional que contiene lo siguiente:
- Información sobre sí mismo.

- Información sobre la figura de apego.

- Información sobre la forma en que la interacción suele desenvolverse.

Por ejemplo, si una persona regularmente le pide un abrazo a su pareja, y la pareja regularmente responde con un abrazo la persona forma un esquema relacional que representa la interacción predecible. El esquema contiene información sobre el yo (por ejemplo, "Necesito mucho afecto físico"), contiene información sobre la pareja (por ejemplo, "Mi pareja es una persona cariñosa"), y contiene información sobre la forma en que la interacción suele desarrollarse. Esta información se puede resumir en una declaración de tipo si-entonces (por ejemplo, "Si le pido un abrazo a mi pareja, entonces mi pareja responderá con un abrazo y me reconfortará"). Los esquemas relacionales ayudan a guiar el comportamiento en las relaciones al permitir que las personas anticipen y planifiquen las respuestas de sus parejas.
Baldwin y sus colegas han propuesto que los modelos operativos de apego se componen de esquemas relacionales. El hecho de que los esquemas relacionales contengan información sobre uno mismo y sobre los demás es coherente con concepciones anteriores de los modelos operativos. La contribución única de los esquemas relacionales a los modelos operativos es la información sobre cómo suelen desarrollarse las interacciones con los vínculos afectivos. Los esquemas relacionales añaden las declaraciones condicionales "si-entonces" sobre las interacciones a los modelos operativos. Para demostrar que los modelos operativos están organizados como esquemas relacionales, Baldwin y sus colegas crearon un conjunto de escenarios escritos que describían interacciones relacionadas con la confianza, la dependencia y la cercanía.
Los escenarios que se propusieron fueron los siguientes:
- Quieres pasar más tiempo con un sujeto de apego.
- Quieres besar o abrazar a un sujeto de apego.
- Dices a tu sujeto de apego cuanto te importa.

Siguiendo cada escenario, se presentaron a las personas dos opciones sobre cómo podrían responder sus vínculos afectivos. Una opción era "te aceptan"; la otra opción era "te rechazan". Luego se les pidió a los participantes que calificaran la probabilidad de cada respuesta en una escala de siete puntos. Las calificaciones de las respuestas esperadas de los vínculos afectivos correspondían a los estilos de apego de las personas. Los adultos con estilos de apego seguros eran más propensos a esperar respuestas positivas por parte de sus vínculos afectivos.
Su esquema relacional para el tercer escenario de cercanía sería:"Si le digo a mi pareja lo que siento por ella, entonces mi pareja me aceptará". 
Los adultos con otros estilos de apego eran menos propensos a esperar respuestas de aceptación por parte de sus vínculos afectivos. Su esquema relacional para el tercer escenario de cercanía sería: "Si le digo a mi pareja lo que siento por ella, entonces mi pareja me rechazará". 
Las diferencias en los estilos de apego reflejaban diferencias en los esquemas relacionales. Por lo tanto, los esquemas relacionales pueden utilizarse para comprender la organización de los modelos operativos de apego, como se ha demostrado en estudios posteriores.
Los esquemas relacionales involucrados en los modelos operativos probablemente se organizan en una jerarquía. Según Baldwin:

"Una persona puede tener un modelo operativo general para las relaciones, por ejemplo, en el sentido de que los demás tienden a responder solo de manera parcial e impredecible a sus necesidades. 
A un nivel más específico, esta expectativa tomará diferentes formas al considerar diferentes relaciones de roles, como cliente o pareja romántica. 

Dentro de las relaciones románticas, las expectativas podrían variar significativamente según el vínculo afectivo específico, la situación específica o las necesidades específicas que se expresen" (Baldwin, 1992, p. 429).

El nivel más alto de la jerarquía contiene esquemas relacionales muy generales que se aplican a todas las relaciones. El siguiente nivel de la jerarquía contiene esquemas relacionales que se aplican a relaciones específicas. El nivel más bajo de la jerarquía contiene esquemas de relaciones que se aplican a relaciones específicas.
Varios teóricos han propuesto una organización jerárquica de modelos operativos. Pietromonaco y Barrett señalan:

Desde esta perspectiva, las personas no tienen un único conjunto de modelos operativos del yo y los demás; Tienen una "biblioteca" de modelos que incluyen, en niveles superiores, reglas abstractas o suposiciones sobre relaciones de apego y, en niveles inferiores, información sobre relaciones específicas y eventos dentro de las relaciones. Estas ideas también implican que los modelos operativos no son una entidad única, sino representaciones multifacéticas en las que la información en un nivel no necesita ser coherente con la información en otro nivel. (Pietromonaco y Barrett, 2000, página 159)

Cada jerarquía de modelos operativos incluye tanto modelos operativos generales (en la parte superior de la jerarquía) como modelos operativos específicos de relaciones (en la parte inferior de la jerarquía). Los estudios han respaldado la existencia de modelos operativos generales y modelos operativos específicos de relaciones. 
Las personas pueden informar un estilo de apego general cuando se les pide que lo hagan, y la mayoría de sus relaciones son consistentes con este. Un estilo de apego general indica un modelo operativo general que se aplica a muchas relaciones. Sin embargo, las personas también informan diferentes estilos de apego hacia sus amigos, padres y parejas. Los estilos de apego específicos de las relaciones indican modelos operativos específicos de relaciones. La evidencia de que los modelos operativos generales y los modelos operativos específicos de relaciones están organizados en una jerarquía proviene de un estudio realizado por Overall, Fletcher y Friesen.

### Modelos de trabajo estables
Los investigadores estudian la estabilidad de los modelos operativos examinando la estabilidad de los estilos de apego. Los estilos de apego reflejan los pensamientos y expectativas que constituyen los modelos operativos. Los cambios en los estilos de apego, por lo tanto, indican cambios en los modelos operativos.
Alrededor del 70-80% de las personas no experimentan cambios significativos en los estilos de apego a lo largo del tiempo. El hecho de que los estilos de apego no cambien para la mayoría de las personas indica que los modelos operativos son relativamente estables. Sin embargo, alrededor del 20-30% de las personas experimentan cambios. Estos pueden ocurrir durante semanas o meses. El hecho que un porcentaje significativo de personas experimenten cambios en los estilos de apego en poco tiempo sugieren que los modelos operativos no son rasgos de personalidad rígidos.
No se entiende bien por qué cambian los estilos de apego. Waters, Weinfield y Hamilton proponen que las experiencias de vida negativas a menudo causan cambios en los estilos de apego. Su propuesta está respaldada por evidencia de que las personas que experimentan eventos negativos en sus relaciones también tienden a experimentar cambios en los estilos de apego. Davila, Karney y Bradbury han identificado cuatro conjuntos de factores que podrían causar cambios en los estilos de apego: (a) eventos y circunstancias situacionales, (b) cambios en esquemas relacionales, (c) variables de personalidad y (d) combinaciones de variables de personalidad y eventos situacionales.

## Resultado de relaciones

### Satisfacción
Varios estudios han relacionado los estilos de apego con la satisfacción en las relaciones. Los adultos que tienen un estilo de apego seguro generalmente expresan una mayor satisfacción en sus relaciones. Los adultos con estilos de apego inseguros (desdeñoso, temeroso o dependiente) tienden a tener una menor satisfacción y compromiso en sus relaciones.
Aunque se ha establecido firmemente el vínculo entre los estilos de apego y la satisfacción marital, los mecanismos mediante los cuales los estilos de apego influyen en la satisfacción marital aún no se han explorado a fondo. 
Uno de los mecanismos podría ser la comunicación. Las personas con apego seguro podrían comunicarse de manera más constructiva y tratar temas más íntimos, lo que a su vez aumenta la calidad de la relación. Otros mecanismos por los cuales los estilos de apego pueden influir satisfacción de la relación incluyen la expresividad emocional, estrategias para hacer frente a los conflictos, y la percepción de apoyo de los asociados.

### Duración
Algunos estudios sugieren que las personas con estilos de apego seguro tienen relaciones más duraderas. Esto puede deberse en parte al compromiso con estas.
Las personas seguras en sus relaciones también tienden a estar más satisfechos con ellas, lo que pueden animarles a permanecer con una misma persona más tiempo. Sin embargo, los estilos de apego seguro no son de ninguna manera una garantía de relaciones duraderas.
Tampoco es el estilo seguro el únicos estilo de apego asociados a las relaciones estables. Las personas ansioso-dependiente a menudo se encuentran en relaciones duraderas pero infelices.
Los ansioso-dependientes son más propensos a  sentir ansiedad a ser abandonado y una baja autoestima. Este tipo de sentimientos y pensamientos pueden llevar a estas personas a permanecer en relaciones infelices.

## Dinámica en las relaciones
Adjunto desempeña un papel en el camino actores interactúan uno con el otro. Algunos ejemplos incluyen el papel del apego en la regulación del afecto, el apoyo, la intimidad y los celos. Estos ejemplos se discuten brevemente a continuación. Adjunto también desempeña un papel en muchas interacciones que no se analizan en este artículo, como los conflictos, la comunicación y la sexualidad.

### Regulación de afecto
Bowlby, en estudios con niños, observó que ciertos tipos de eventos desencadenan la ansiedad, y que la gente trata de aliviar su ansiedad mediante la búsqueda de la cercanía y la comodidad de los cuidadores. Tres conjuntos principales de condiciones desencadenan la ansiedad en los niños :
- Condiciones del niño (fatiga, el hambre, la enfermedad, el dolor, el frío, etc.)
- Las condiciones que implican el cuidador (ausente cuidador, cuidador de partir, desalentando cuidador de proximidad, cuidador dando atención a otro niño, etc.)
- Condiciones del entorno (alarmantes eventos, crítica o rechazo de los demás)

La ansiedad provocada por estas condiciones que motiva a los individuos a participar en comportamientos que les traen físicamente más cerca de los cuidadores. Una dinámica similar se presenta en adultos en relaciones donde otros se preocupan por ellos. Las condiciones que implican el bienestar personal, condiciones que implican una relación de pareja, y condiciones que impliquen el medio ambiente pueden desencadenar la ansiedad en adultos. Los adultos tratan de aliviar su ansiedad mediante la búsqueda de la cercanía física y psicológica a sus parejas.
Mikulincer, Shaver y Pereg han desarrollado un modelo para esta dinámica. De acuerdo con el modelo, cuando las personas experimentan ansiedad, que tratan de reducir su ansiedad mediante la búsqueda de cercanía con los socios de relación. Sin embargo, los socios pueden aceptar o rechazar las solicitudes de mayor proximidad. Esto lleva a la gente a adoptar diferentes estrategias para reducir la ansiedad. La gente se involucra en tres estrategias principales para reducir la ansiedad.
La primera estrategia se llama la estrategia basada en la seguridad. El siguiente diagrama muestra la secuencia de eventos en la estrategia basada en la seguridad.
Una persona percibe algo que provoca ansiedad. La persona trata de reducir la ansiedad por la búsqueda de la proximidad física o psicológica para ella o su adjunto. El apego responde positivamente a la solicitud de proximidad, que reafirma una sensación de seguridad y reduce la ansiedad. La persona regresa a su o sus actividades cotidianas.
La segunda estrategia se llama la hiperactivación, o embargo de la ansiedad. El siguiente diagrama muestra la secuencia de eventos en la estrategia de hiperactivación.
Los actos comenzarán la misma manera. Algo provoca ansiedad en una persona, que luego trata de reducir la ansiedad por la búsqueda de la proximidad física o psicológica para su fijación. El apego rechaza la solicitud de mayor cercanía. La falta de capacidad de respuesta aumenta la sensación de inseguridad y ansiedad. La persona entonces se queda encerrado en un círculo con el accesorio : la persona que trata de acercarse, el apego rechaza la petición de mayor cercanía, lo que lleva a la persona a esforzarse aún más para acercarse, seguido de otro rechazo de la unión, y por lo en. El ciclo termina solo cuando la situación cambia a una estrategia basada en la seguridad (ya que el attachmentattachment finalmente responde positivamente) o cuando la persona cambia a una estrategia de evasión de fijación (porque la persona se da por vencido en conseguir una respuesta positiva de la unión).
La tercera estrategia se llama la estrategia de evasión de apego. El siguiente diagrama muestra la secuencia de eventos en la estrategia para evitar el apego.
Los actos comenzarán la misma manera que la estrategia basada en la seguridad. Una persona percibe algo que desencadena la ansiedad, y la persona que trata de reducir la ansiedad por la búsqueda de la proximidad física o psicológica para ella o su adjunto. Pero la unión no está disponible o rechaza la solicitud de cercanía. La falta de respuesta de los combustibles aumenta la inseguridad y la ansiedad. La persona se da por vencido en conseguir una respuesta positiva de la unión, ella o su ansiedad suprime, y se distancia o el mismo desde el apego.
Mikulincer, Shaver, y Pereg sostienen estas estrategias de regulación de la ansiedad apego tiene consecuencias muy diferentes. La estrategia basada en la seguridad conduce a pensamientos más positivos, tales como explicaciones más positivas de por qué los demás se comportan de una manera particular y los recuerdos más positivos sobre personas y eventos. Pensamientos más positivos pueden animar a más respuestas creativas a problemas difíciles o situaciones angustiantes. Las estrategias de hiperactivación y evasión de fijación conducen a pensamientos más negativos y menos creatividad en el manejo de problemas y situaciones de estrés. Es de destacar que la estrategia basada en la seguridad depende de una respuesta positiva de su adhesión. Desde esta perspectiva, sería beneficiar a las personas que tienen apego que están dispuestos y son capaces de responder positivamente a la petición de la persona de cercanía, de modo que puedan utilizar estrategias basadas en la seguridad para hacer frente a la ansiedad.
Influencias de fijación tanto la percepción del apoyo de los demás y la tendencia a buscar el apoyo de los demás. Las personas que tienen relaciones que responden de manera consistente y positiva a las solicitudes de proximidad permiten que los individuos tienen relaciones seguras, y en cambio buscan más apoyo, de una manera relajada, mientras que las personas cuyos relaciones son inconsistentes en reaccionar positivamente o regularmente rechazan las solicitudes de apoyo encontrar que necesitan para utilizar otros estilos de apego. Las personas con estilos de apego seguro pueden confiar en sus relaciones para proporcionar apoyo debido a que sus conexiones han ofrecido apoyo fiable en el pasado. Que pueden ser más propensos a pedir ayuda cuando es necesario. Las personas con estilos de apego inseguro a menudo no tienen un historial de respuestas de apoyo de sus relaciones. Pueden depender menos de sus relaciones y ser menos propensos a pedir ayuda cuando es necesario, aunque puede haber otros factores involucrados, como también.
Los cambios en la forma en que las personas perciben apego tienden a ocurrir con los cambios en la forma en que las personas perciben apoyo. Un estudio examinó las percepciones de apego a sus madres, padres, amigos del mismo sexo, y amigos de distinto sexo de los estudiantes universitarios y encontraron que cuando los estudiantes reportaron cambios en la unión para una relación particular, que generalmente se reportan cambios en el apoyo para esa relación, así. Los cambios en el apego para una relación no afectaron a la percepción de apoyo en otras relaciones. La relación entre los cambios en la unión y cambios en el apoyo era específica a la relación.

### Intimidad
La teoría del apego siempre ha reconocido la importancia de la intimidad. Bowlby escribe:

La teoría del apego se refiere a la propensión a hacer lazos emocionales íntimos a individuos en particular como un componente básico de la naturaleza humana, ya presente en forma germinal en el recién nacido y continuando hasta la vida adulta hasta la vejez. (Bowlby, 1988, pp. 120–121)

El deseo de intimidad tiene raíces biológicas y, en la gran mayoría de la gente, persiste desde el nacimiento hasta la muerte. El deseo de intimidad también tiene implicaciones importantes para la unión. Las relaciones que con frecuencia satisfacen el deseo de intimidad conducen a los accesorios más seguros. Las relaciones que rara vez satisfacen el deseo de intimidad conducen a apegos menos seguros.
Collins y Feeney han examinado la relación entre el apego y la intimidad en detalle. Definen la intimidad como un conjunto especial de interacciones en las que una persona revela algo importante acerca de sí mismo, y su unión responde a la divulgación de una manera que hace que la persona se sienta validado, comprendidos y atendidos. Estas interacciones verbales por lo general implican la auto-revelación. Sin embargo, las interacciones íntimas también pueden incluir formas no verbales de expresión personal, tales como tocar, abrazar, besar, y el comportamiento sexual. Desde esta perspectiva, la intimidad requiere lo siguiente :
- Disposición a revelar su verdadero pensamientos, sentimientos, deseos y temores
- Disposición a confiar en un accesorio para el cuidado y el apoyo emocional
- Voluntad de participar en la intimidad física en el caso de parejas románticas románticas o potenciales

Collins y Feeney revisan una serie de estudios que muestran cómo cada estilo de apego se refiere a la voluntad de auto revelar, la disposición a depender de socios, y la voluntad de participar en la intimidad física. El estilo de apego seguro se relaciona generalmente con más auto -revelación, una mayor dependencia de los socios, y la intimidad más físico que otros estilos de apego. Sin embargo, la cantidad de intimidad en una relación puede variar debido a las variables de personalidad y circunstancias de situación, por lo que cada estilo de apego puede funcionar para adaptarse a un individuo con el contexto particular de la intimidad en el que viven.
Mashek y Sherman reportan algunos resultados interesantes en el deseo de una menor cercanía con los socios. A veces demasiada intimidad puede ser sofocante. La gente en esta situación menos deseo cercanía con sus parejas. Por un lado, la relación entre los estilos de apego y deseo de una menor cercanía es predecible. Las personas que tienen estilos de apego evasivo - temerosa y ansiosa - preocupados por lo general quieren una mayor cercanía con sus parejas. Las personas que tienen estilos de apego desdeñoso - evasión normalmente quieren menos cercanía con sus parejas. Por otro lado, los números relativamente grandes de personas que admiten a querer menos la cercanía con sus parejas (hasta el 57 % en algunos estudios) supera con creces las personas que tienen estilos de apego evasivo - desdeñoso. Esto sugiere que las personas que tienen estilos de apego seguro, ansioso preocupado, o tiene miedo - evasión veces buscan menos la cercanía con sus parejas. El deseo de una menor cercanía no está determinada por los estilos de apego solos.

### Celos
Los celos se refiere a los pensamientos, sentimientos y comportamientos que se producen cuando una persona cree una relación valorada se ve amenazada por un rival. Una persona celosa experimenta ansiedad por mantener el apoyo, la intimidad, y otras cualidades de ella o su relación valorada. Dado que el apego se refiere a la regulación de la ansiedad, el apoyo y la intimidad, como se mencionó anteriormente, no es de extrañar que el apego se refiere también a los celos.
Bowlby observó que el apego comportamientos en los niños pueden ser provocados por la presencia de un rival :

En la mayoría de los niños pequeños la mera visión de la madre con otro bebé en sus brazos es lo suficientemente fuerte para provocar la conducta de apego . El niño mayor insiste en permanecer cerca de su madre , o en la escalada en el regazo . A menudo se comporta como si fuera un bebé . Es posible que este comportamiento conocido es solamente un caso especial de un niño reaccionar a la falta de atención y la falta de capacidad de respuesta a él de la madre. El hecho , sin embargo, que un niño mayor frecuencia reacciona de esta forma incluso cuando su madre hace un punto de ser atento y sugiere que más está involucrado ; y los experimentos pioneros de Levy (1937 ) también indican que la mera presencia de un bebé en el regazo de la madre es suficiente para hacer que un niño mayor apego mucho más . (Bowlby, 1969/1982, page 260)

Cuando los niños ven un contendiente rival por la atención de un cuidador, los niños tratan de acercarse al cuidador y captar la atención del cuidador. Los intentos de acercarse al cuidador y captar la atención del cuidador indicar que el sistema de fijación ha sido activado. Pero la presencia de un rival también provoca los celos en los niños. Los celos provocados por un hermano rival han sido descritos en detalle. Estudios recientes han demostrado que un rival puede provocar celos a edades muy tempranas. La presencia de un rival puede provocar celos en los bebés de tan solo seis meses de edad. El apego y los celos pueden ser provocados tanto en niños por la presencia de un rival.
El apego y los celos pueden ser provocados por las mismas claves de percepción en los adultos, también. La ausencia de la unión puede desencadenar tanto una necesidad de una estrecha proximidad y los celos cuando las personas creen que el apego es pasar tiempo con un rival. La presencia de un rival también puede desencadenar una mayor necesidad de apego y los celos.
Las diferencias en los estilos de apego influyen tanto en la frecuencia y el patrón de expresión de celos. Las personas que tienen estilos de apego ansioso o temeroso preocupado a - evasión experimentan celos más a menudo y ver como rivales más amenazante que las personas que tienen estilos de apego seguro. Las personas con diferentes estilos de apego también expresan los celos de diferentes maneras. Un estudio encontró que:

Los sujetos participantes sintieron rabia con más intensidad que otras emociones y eran relativamente más propensos que otros a los participantes que lo expresan , especialmente hacia su adhesión . Y aunque los participantes sentían ansiosos ira relativamente intensa , y eran más propensos que otros a lo expresan mediante la irritabilidad , que eran relativamente poco probable que enfrentar en realidad su fijación . Esto podría ser atribuible a los sentimientos de inferioridad y miedo , que eran especialmente característico de la ansiedad adjunto y que podría esperarse para inhibir la expresión directa de la ira . Avoidants sintieron tristeza relativamente más intensamente que lo hizo asegura en ambos estudios . Además, avoidants eran relativamente más propensos que otros a trabajar para mantener su autoestima y , quizás como consecuencia , relativamente poco probable que sea llevado más cerca de su unión.(Sharpsteen & Kirkpatrick, 1997, page 637)

Un estudio posterior ha confirmado que las personas con diferente experiencia de los estilos de apego y los celos expresa en formas cualitativamente diferentes. El apego juega un papel importante en las interacciones de celos al influir en la frecuencia y la forma en que las parejas reflejan celos.

### Después del amor
Después de la disolución de las relaciones románticas las personas suelen pasar por ansiedad de separación y duelo. El duelo es un proceso muy importante que conduce a la aceptación de la pérdida y, finalmente, por lo general permite a la persona seguir adelante. Durante este proceso, las personas tienden a utilizar diferentes estrategias para hacer frente. Individuos con apego seguro tienden a buscar apoyo, que es la estrategia más eficaz de respuesta. Los individuos evasivos tienden a devaluar las relaciones y a aislarse. Los individuos con ansiedad de apego son más propensos a usar estrategias de afrontamiento centradas en las emociones y prestar más atención a la angustia experimentada (Pistole, 1996). Tras el final de las relaciones, las personas con apego seguro tienden a tener experiencia emocional en general menos negativa que los individuos con apego inseguro (Pistole, 1995).

### Relaciones del mismo sexo
Ridge y Feeney (1998) han estudiado un grupo de homosexuales y lesbianas en las universidades australianas. Los resultados mostraron que la frecuencia de los estilos de apego en la población gay y lesbiana era el mismo que en los heterosexuales; al mismo tiempo, los estilos de apego han predicho variables de relación de una manera similar a la de la población heterosexual. Sin embargo, los estilos de apego adulto de homosexuales y lesbianas no estaban relacionados con experiencias de la infancia con los padres. En contradicción con este último resultado, Robinson (1999) ha encontrado que en la población de lesbianas existía una relación entre los estilos de apego y la paternidad temprana. Sin embargo, a diferencia de las mujeres heterosexuales, el estilo de apego se relaciona con la relación del participante con sus padres.